# Fédor Chtchouss
Fédor Chtchouss (Fedir Shchus, Fedor Shchus, Fyodor Shuss, Feodosiy Shchus), né le 13 mars 1893 à Velykomykhailivka (Gouvernement de Iekaterinoslav, Empire russe) et mort le 27 juin 1921 à Khoroujivka (alors dans le gouvernement de Kharkov, maintenant oblast de Soumy, Ukraine), est un commandant (Ataman) de l'Armée révolutionnaire insurrectionnelle ukrainienne anarchiste de Nestor Makhno.
Lors de la guerre civile russe (1917-1921) et après le Traité de Brest-Litovsk (1918), il affronte successivement les nationalistes ukrainiens, les troupes d'occupation austro-allemandes et, enfin, l'Armée rouge bolchevique.

## Biographie

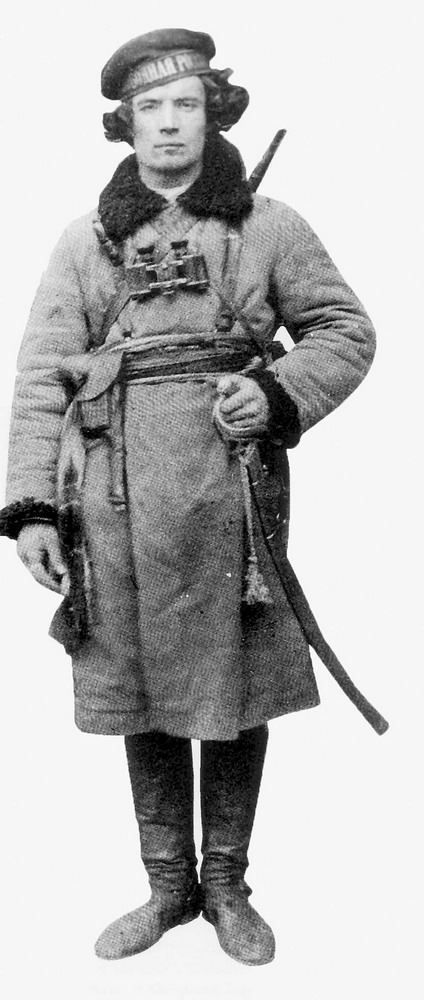

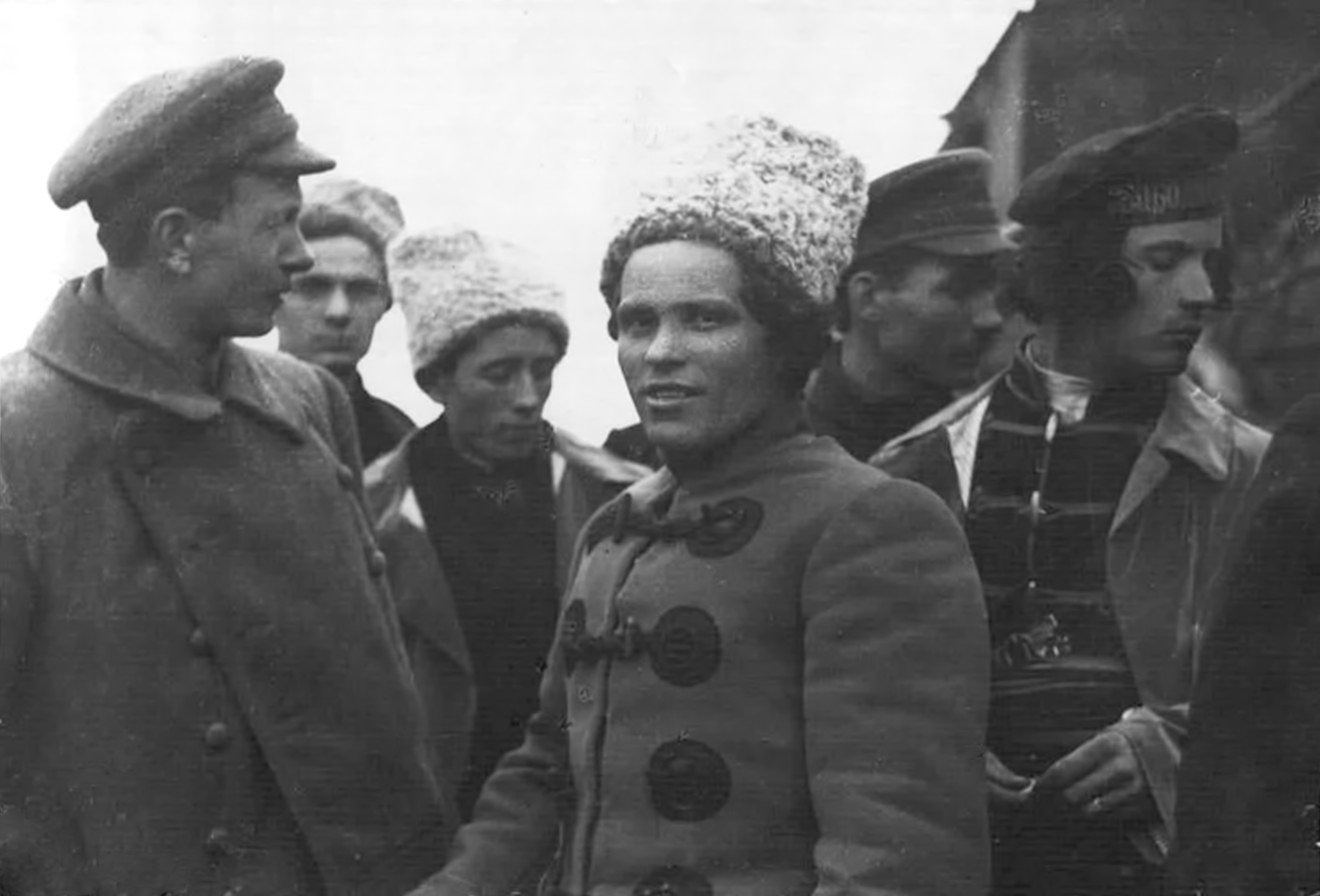
Photographie de 1919 avec Nestor Makhno (au centre) et Fedir Shchus (premier à droite).

Né dans une famille de paysans pauvres, il quitte rapidement l'école.
Au début de 1915, fuyant la pauvreté, il fait son service militaire comme marin dans la flotte de la mer Noire sur le cuirassé Jean Chrysostome (Иоанн Златоуст, prononcé Ioann Zlatoust, dont il gardera le béret, qu’on voit sur plusieurs photos).
En 1917, après la révolution d'Octobre, il retourne en Ukraine où il devient l'un des membres les plus actifs des Gardes noirs anarchistes.
Dans le contexte de l'émergence des Armées vertes, il crée son propre groupe de partisans armés avec lesquels il combat simultanément les nationalistes ukrainiens dirigés par Pavlo Skoropadsky que les troupes des Empires centraux qui tentent d'occuper l'Ukraine.  
Comme on peut le constater sur certaines photographies, Chtchouss avait adopté un style vestimentaire haut en couleur : son cheval était décoré de rubans, de fleurs et de colliers de perles sur les jambes. Lui-même était vêtu d'un uniforme de hussard brodé, portait sa casquette de marin, et un poignard caucasien autour du cou, en plus du sabre et du pistolet portés à la ceinture par la plupart des cavaliers de l’armée révolutionnaire, Makhno inclus. Il avait tendance à se lancer dans des raids audacieux, mais pas toujours justifiés, son courage n'ayant d'égal que son enthousiasme. 
En 1918, son groupe de partisans est écrasé par les troupes nationalistes. Il n'en réchappe que de justesse.
En septembre 1918, il rencontre Nestor Makhno à Houliaïpole et décide de se joindre à l'Armée révolutionnaire insurrectionnelle ukrainienne tout en gardant une relative autonomie. C’est à cette époque que Chtchouss donna à Makhno le surnom de Batko ("père") lors d’un engagement victorieux contre un détachement austro-allemand en supériorité numérique écrasante .
De février à mai 1919, il était membre de la 3e brigade Zadniprovsky. De juillet à août 1919, il était le chef de la cavalerie de la brigade, et de septembre à décembre, commandant de la 1re brigade de cavalerie du 1er corps de Donetsk. De mars 1920 à avril 1921, il fut l'un des principaux membres de l'armée rebelle. De mai à juin 1921, il était chef d'état-major du 2e groupe de l’ARIU. 
Il meurt dans un affrontement contre l'Armée rouge en juin 1921, près de Nedryhailiv, lors d'une bataille contre la 8e division de cavalerie des cosaques rouges (en). Il a été frappé par une mitrailleuse et est mort sur place ou des suites de ses blessures. Il a été enterré dans un champ sans tombe afin que les membres de l'Armée rouge ne puissent pas la profaner. Mais à la suite des rumeurs d'une mort importante du côté noir, les rouges pensaient avoir tué Makhno. La tombe de Chtchouss a été retrouvée et son corps déterré.

## Notices
- Notices d'autorité :   - VIAF
  - GND
.
- (en) Jonathan D. Smele, Historical Dictionary of the Russian Civil Wars, 1916-1926, Rowman & Littlefield, 2015, pp. 1024-1025.
- (es) Juan Manuel Roca et Iván Darío Álvarez Escobar, Diccionario anarquista de emergencia, Bogota, Norma Editorial, 2008,, 276 p. (ISBN 978-958-45-0772-3, lire en ligne), p. 189.
- (ru) Biografie Prominenter : notice biographique.